# Winti

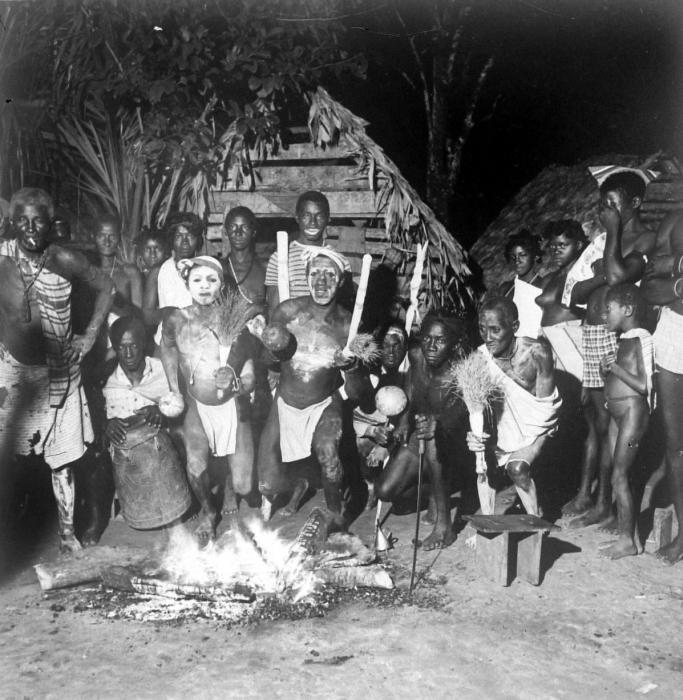
Personnes pratiquant la religion Winti.

Winti est une religion afro-surinamaise pratiquées au Suriname, résultant de la confluence de divers éléments provenant des bagages religieux d'esclaves emmenés au Suriname de différentes tribus de l'Afrique de l'Ouest. Des évolutions religieuses similaires peuvent être observées dans d'autres régions d'Amérique et des Caraïbes (par exemple: le candomblé au Brésil, la santeria à Cuba, le vaudou en Haïti). Le terme winti signifie littéralement vent et désigne le vent des esprits qui nous entourent.
La base de winti est la croyance en un Dieu créateur appelé "Anana Kedyaman Kedyanpon", la croyance en des panthéons de dieux ou d'esprits appelés winti et la vénération des ancêtres. À l'origine, le terme winti faisait uniquement référence au nom des dieux ou des esprits, mais il est aujourd'hui utilisé pour désigner en général cette religion.

## Historique
Pendant que l'esclavage était en vigueur, des personnes de différentes tribus africaines ont été emmenées au Suriname. Ils venaient de royaumes qui partageaient certains aspects et croyances religieuses, tels que la croyance en un Dieu suprême qui vit loin des hommes et laisse les problèmes de ce monde à des dieux moins posés que lui, la croyance en une âme humaine immortelle et son culte. aux ancêtres.
Après «l'abolition» de l'esclavage en 1863, il a été suivi par une période de dix ans d'esclavage économique appelée «De Periode van Staatstoezicht» (la période de surveillance de l'État). La période de surveillance par l'État s'acheva en 1873 et fut suivie d'une longue période d'esclavage mental et culturel. Les ex-esclaves et leurs descendants ont été forcés de se convertir au christianisme et, pendant environ cent ans (1874-1971), la pratique du winti était interdite par la loi. Ils ont été obligés de parler le néerlandais. L'enseignement de leur langue (le "sranan") était interdit et les enfants interdits de parler à sranan à l'école.

## Les âmes
Dans la conception Winti, on pense qu'un être humain possède trois aspects spirituels, le Dyodyo, le Kra et le Yorka. C'est à travers ces éléments que les êtres humains sont intégrés au monde surnaturel. Les Dyodyo sont les parents surnaturels qui protègent leurs enfants, pouvant être des dieux importants ou mineurs. Ils conçoivent l'âme pure, la Kra, d'Anana et la donnent à un enfant. Le Kra et le Dyodyo déterminent la raison et l'esprit des gens, tandis que les parents biologiques fournissent le sang et le corps de chair. Yorka, l'autre partie spirituelle, absorbe les expériences de la vie. Après la mort du corps, le Kra retourne au Dyodyo et le Yorka se rend au pays des morts.